# Джой (Іллінойс)
Джой (англ. Joy) — селище (англ. village) в США, в окрузі Мерсер штату Іллінойс. Населення — 372 особи (2020).

## Географія
Джой розташований за координатами 41°11′49″ пн. ш. 90°52′44″ зх. д. / 41.19694° пн. ш. 90.87889° зх. д. (41.196922, -90.878792).  За даними Бюро перепису населення США в 2010 році селище мало площу 1,11 км², уся площа — суходіл.

## Демографія
Згідно з переписом 2010 року, у селищі мешкало 417 осіб у 175 домогосподарствах у складі 116 родин. Густота населення становила 376 осіб/км².  Було 193 помешкання (174/км²).
Расовий склад населення:
| - 99,5 % — білих - 0,2 % — азіатів |

До двох чи більше рас належало 0,2 %. Частка іспаномовних становила 3,8 % від усіх жителів.
За віковим діапазоном населення розподілялося таким чином: 25,9 % — особи молодші 18 років, 57,8 % — особи у віці 18—64 років, 16,3 % — особи у віці 65 років та старші. Медіана віку мешканця становила 37,1 року. На 100 осіб жіночої статі у селищі припадало 94,0 чоловіків;  на 100 жінок у віці від 18 років та старших — 95,6 чоловіків також старших 18 років.
Середній дохід на одне домашнє господарство  становив 55 941 долар США (медіана — 51 250), а середній дохід на одну сім'ю — 66 142 долари (медіана — 60 417). За межею бідності перебувало 5,0 % осіб, у тому числі 7,5 % дітей у віці до 18 років та 4,5 % осіб у віці 65 років та старших.
Цивільне працевлаштоване населення становило 187 осіб. Основні галузі зайнятості: освіта, охорона здоров'я та соціальна допомога — 16,6 %, виробництво — 16,0 %, будівництво — 11,2 %, транспорт — 9,6 %.